# Rathkea lizzioides
Rathkea lizzioides is een hydroïdpoliep uit de familie Rathkeidae. De poliep komt uit het geslacht Rathkea. Rathkea lizzioides werd in 1984 voor het eerst wetenschappelijk beschreven door O'Sullivan. 